# Проба Генчі
Проба Генчі — функціональна проба з затримкою дихання під час видиху. Застосовується для аналізу системи зовнішнього дихання.
Ця проба застосовується для виявлення прихованої коронарної недостатності, а також для визначення стійкості організму до гіпоксії. Призначають пробу із затримкою дихання на вдиху (проба Штанге) і рідше — на видиху (проба Генчі).

## Процедура
Пробу Генчі проводять у положенні лежачи. Зробивши звичайний (не надмірний) видих, досліджуваний затримує дихання. Тривалість перерви у диханні відзначається секундоміром. Секундомір зупиняють в момент вдиху і перевіряють результат. 
Час затримки дихання у здорових нетренованих осіб коливається в межах 25-40 сек. у чоловіків і 15-30 сек. – у жінок. У спортсменів спостерігають значно вищі показники (до 50-60 сек. у чоловіків і 30-50 сек. у жінок).